# Geely Galaxy Starship 7

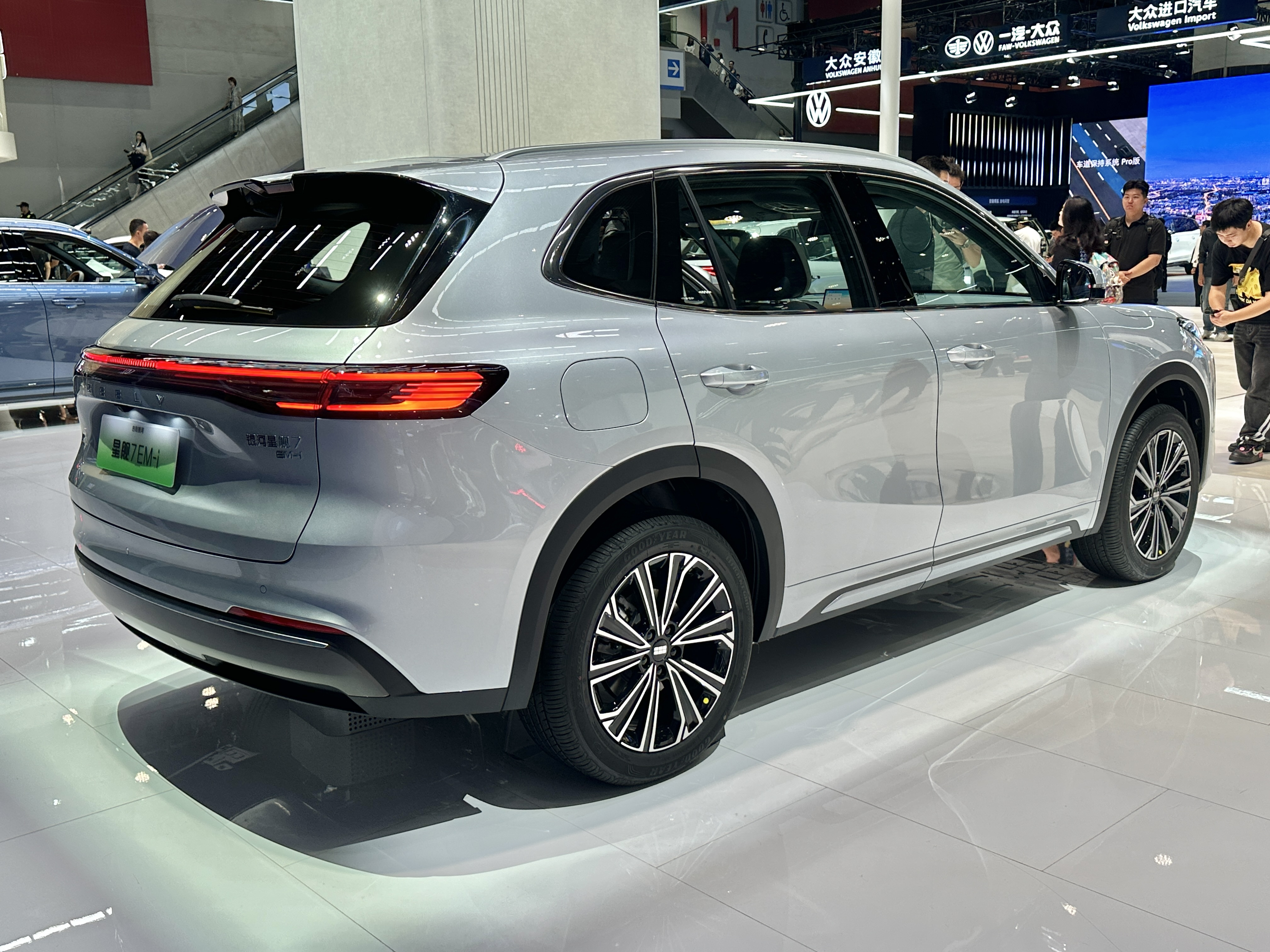
Вид сзади

Geely Galaxy Starship 7 EM-i (кит. 吉利银河星舰7 EM-i; пиньинь Jílì Yínhé Xīngjiàn 7 EM-i) — среднеразмерный гибридный кроссовер, представленный в октябре 2024 года китайской компанией Geely Automobile под суббрендом Galaxy. Производится с ноября 2024 года. Starship 7 является первым транспортным средством суббренда Geely Galaxy под названием «Starship» (星舰; Xīngjiàn) и первым автомобилем с подключаемым гибридным силовым агрегатом NordThor EM-i 2.0.

## Описание
Впервые Geely Galaxy Starship 7 был представлен 22 октября 2024 года на фотографиях. Производство модели началось 8 ноября 2024 года.  Дизайн модели, включая некоторые панели кузова, были позаимствованы у полностью электрического Geely Galaxy E5 / Geely EX5, оба автомобиля базируются на платформе Global Intelligent New Energy Architecture (GEA). Starship 7 стал первым автомобилем с гибридным силовым агрегатом North 2.0 EM-i.
Geely Galaxy Starship 7 оснащён 1,5-литровым четырёхцилиндровым бензиновым двигателем, разработанным с учётом изменений, направленных на усиление завихрения воздуха в камере сгорания, что позволяет достичь заявленного теплового КПД в 46,5%. Это немного опережает гибридную силовую установку BYD DM-i 5.0 plug-in hybrid. Двигатель развивает мощность 82 кВт (109 л. с.) и крутящий момент 136 Н⋅м. Электрифицированная гибридная трансмиссия (E-DHT) включает в себя как встроенный стартер-генератор P1, так и приводной двигатель P3, обеспечивая суммарную мощность 160 кВт (215 л. с.) и суммарный крутящий момент 262 Н⋅м. Разгон до 100 км/ч (62 миль/ч) составляет 7,5 сек.
Geely Galaxy Starship 7 имеет два литий-железо-фосфатных аккумулятора ёмкостью 8,5—19,09 кВт⋅ч с запасом хода 55—120 км по циклу CLTC. Объём топливного бака составляет 51 л, запас хода — 1420 км, а расход топлива — 3,75 л/100 км.
Автомобиль оснащён системой быстрой зарядки постоянным током с максимальной мощностью около 36 кВт. По данным Geely, зарядка аккумулятора от 30% до 80% занимает 20 минут. Кроме того, модель оснащена функцией vehicle-to-load (V2).
Программное обеспечение использует операционную систему Flyme Auto и аудиосистему Flyme Sound, разработанные совместно с компанией Meizu, которая принадлежит Geely.

## Технические характеристики
| Тип           | ДВС                           | ДВС                | ДВС             | Трансмиссия | Аккумулятор                       | Компоновка | Электродвигатель | Электродвигатель    | Электродвигатель | 0—100 км/ч (0—62 миль/ч) | Запас хода на электротяге | Годы производства      |
| Тип           | Объём                         | Мощность           | Крутящий момент | Трансмиссия | Аккумулятор                       | Компоновка | Тип              | Мощность            | Крутящий момент  | 0—100 км/ч (0—62 миль/ч) | CLTC                      | Годы производства      |
| ------------- | ----------------------------- | ------------------ | --------------- | ----------- | --------------------------------- | ---------- | ---------------- | ------------------- | ---------------- | ------------------------ | ------------------------- | ---------------------- |
| 1,5 л, 55 км  | 1,5 л (1499 см3) BHE15-BFN I4 | 82 кВт (110 л. с.) | 136 Н⋅м         | E-DHT       | 8,5 кВт⋅ч LFP Aegis Short Blade   | FWD        | TZ220WY075 PMSM  | 160 кВт (215 л. с.) | 262 Н⋅м          | 7,5 сек.                 | 55 км (34 миль)           | 2024 — настоящее время |
| 1,5 л, 120 км | 1,5 л (1499 см3) BHE15-BFN I4 | 82 кВт (110 л. с.) | 136 Н⋅м         | E-DHT       | 19,09 кВт⋅ч LFP Aegis Short Blade | FWD        | TZ220WY075 PMSM  | 160 кВт (215 л. с.) | 262 Н⋅м          | 7,5 сек.                 | 120 км (75 миль)          | 2024 — настоящее время |
| Источники:    |                               |                    |                 |             |                                   |            |                  |                     |                  |                          |                           |                        |